# Ведмідь Йогі
«Ведмідь Йогі» (англ. Yogi Bear) — англійська кіноадаптація сюжетів мультфільмів Hanna-Barbera 2010 року знята Еріком Бревіґом. У фільмі знялися Ден Екройд, Джастін Тімберлейк, Том Кавана, Анна Фаріс, Тодд Джозеф Міллер, Нет Корддрі та Ендрю Делай. Початково картина мала вийти у червні 2010 року. В український прокат фільм вийшов 5 січня 2011 року.
Це перший фільм за творами Hanna-Barbera створений без асистування Вільяма Ганни та Джосефа Барбери, які померли у 2001 і 2006 роках відповідно. У фільмі розповідається про намагання Йогі вберегти свій парк від «вирубання». Зйомки почалися у листопаді 2009. Перед фільмом демонструвалась нова 3D короткометражка за участі персонажів Looney Tunes, Віллі Койота і Дорожного Бігуна, «Rabid Rider».